# 山陽電気鉄道6000系電車
山陽電気鉄道6000系電車（さんようでんきてつどう6000けいでんしゃ）は、山陽電気鉄道（山陽電鉄）が2016年（平成28年）より導入している通勤形電車である。
山陽電鉄では車両の形式称号について書類上は「クモハ」や「モハ」などの車種を示す記号を用いているが、車両番号で車種が判別可能なため、通常は車体表記を含めて省略されている。このため、本記事の以下の記述では、車種構成の項以外についてはこれらの記号を基本的に省略し、必要に応じて (Mc) や (T) などの略記号を付して解説する。また、編成表記については神戸（西代・神戸三宮）方先頭車の車両番号を用いる（例：6010編成）。

## 概要
老朽化が進んでいる3000系列の置き換えおよび旅客サービスの向上を目的に、普通車から直通特急までの柔軟な運用に対応した汎用型車両として開発された。全密閉高効率主電動機の採用や灯具類のLED化などにより、置き換え対象となる3000系・3050系と比較して消費電力を50%程度削減している。
山陽電気鉄道では約20年ぶりの新形式である。山陽電鉄における21世紀初の新型車両として、2016年に第1陣の3両編成2本が導入された。2019年6月より4両編成の導入が開始され、2021年度にかけて59両が導入された。山陽電鉄における4両編成は、1990年の5000系5020・5022編成以来29年ぶりの増備となった。なお、2023年度以降も増備が予定されている。

## 車両概説

### 車体
アルミニウム合金製の3扉車で、外観にはコーポレートカラーの赤を継承した「イノセントレッド」を採用している。車体側面のドア横には朝日をイメージしたオレンジグラデーションがデザインされている。ダブルスキン構造で、構体の組み立てには摩擦攪拌接合（FSW）を使用している。前面は5000系列の形状を踏襲しているが、前面窓寸法は左右対称となり、尾灯兼標識灯は正面窓上に移設された。6008編成以降の車両は、幌枠の形状が変更されている。
前面・側面の種別行先表示器にはフルカラーLEDを採用している。前照灯にもLEDを採用しており、いずれも山陽電鉄では初となる。フルカラーLEDの採用により、直通特急の種別色（赤地に白字・黄色地に青字）や、神戸三宮行き列車での阪急方面（緑色地）・阪神方面（青色地）の色分けなど、方向幕と同等の視認性を確保している。また、側面行先表示器は5000系・5030系と比べて横方向に拡大されており、左端にて号車表示を行う。2020年初頭には、2019年10月1日の阪急阪神の「大阪梅田駅」への改称を受けて、車内外の行先案内表示を「阪神梅田」から「阪神大阪梅田」に変更している。
編成両端の連結器は、従来の山陽車両とは異なり廻り子式密着連結器を採用している。

### 内装
白を基調とした天井板、化粧板に加え、大窓ガラスの採用により開放感のあるクリアでスマートな印象としている。
座席は赤系（優先座席は青系）のロングシートで、兵庫県花の「のじぎく」があしらわれている。全車両に優先席と車いす・ベビーカースペースを設けている。また、山陽電鉄の新造車では初めて、ロングシートの両端に袖仕切りが設けられた。この袖仕切りは東京メトロ16000系電車と同等のものである。
また、乗降口上部には山陽電車としては初となる15インチのLCD式車内案内表示装置（コイト電工製の「パッとビジョン」）が千鳥配置され、日本語、英語、中国語（簡体字・繁体字）、韓国語の4ヶ国語による情報案内が行われる。
接続待ちや通過待ちなどで長時間停車する駅での車内保温対策として、各扉に扉個別スイッチ（山陽電鉄の正式名称・半自動ドアボタンのこと）を設置している。山陽電鉄ならびに準大手私鉄では初の採用で、関西の私鉄全体では阪神5700系電車に次いで2例目である。乗降扉の開閉時に鳴動するドアチャイムに加えて、乗降扉の開閉前には予告ブザーが、開扉中は扉位置を知らせる誘導鈴が鳴動する。また、扉開閉予告灯を各扉鴨居中央部に1箇所ずつ設置しているほか、戸閉装置（ドアエンジン）には戸閉力半減機能を有する。
空調装置は5030系までの集中式に代わって、集約分散方式の装置（三菱電機製CU795S形・23.26 kW ≒ 20,000 kcal/h）を各車2基搭載する。また、山陽電車の車両として初めて補助送風装置（スイープファン）が搭載された。車内照明には反射式LED照明を採用し、眩しさを抑制しつつ光の広がりと明るさを確保している。
車内自動放送装置を搭載しており、網干線のワンマン運転のほか、待避中の半自動ドア放送にも対応している。なお、本線での運用では、乗務員が携行するタブレット端末を車両に接続した上で手動での自動放送を行っている（基本的に7時から21時の間のみ）。

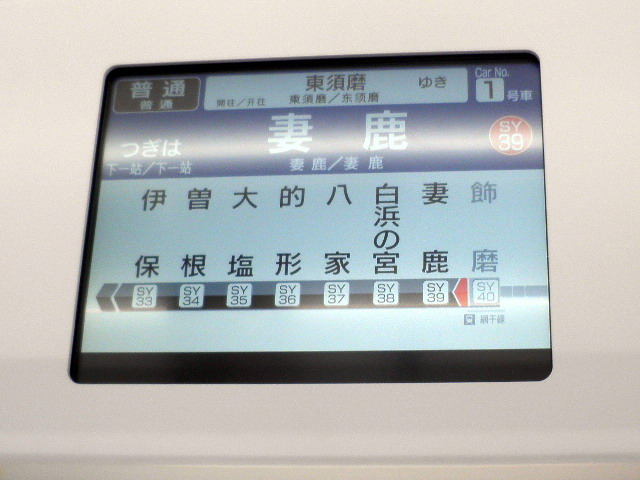
車内LCD案内表示器
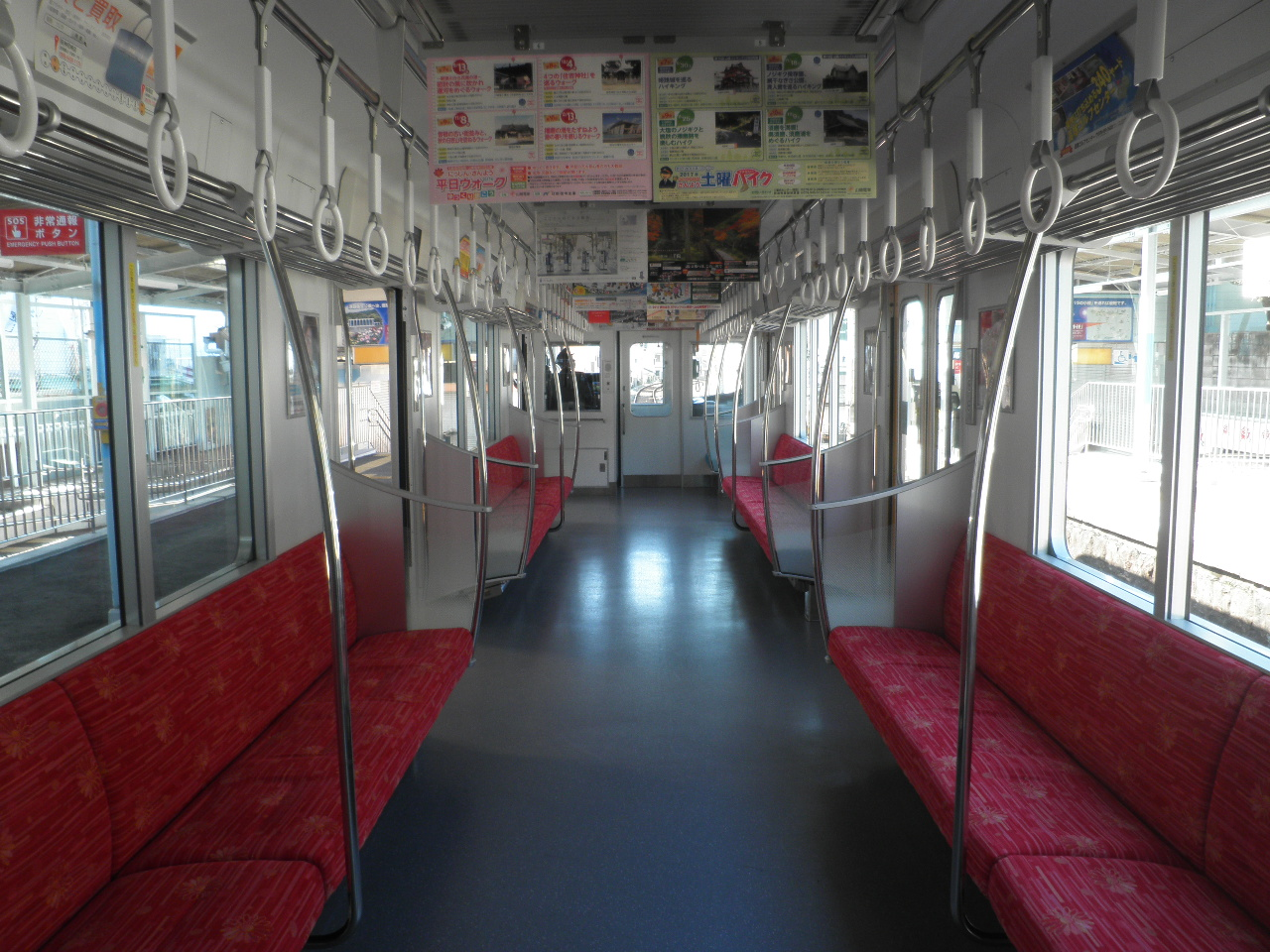
車内

### 主要機器
山陽電鉄では長らく川崎重工業→川崎電機製造→富士電機製の制御器を採用していたが、本系列で初めて三菱電機製のVVVFインバータ制御装置（2レベルIGBT素子）が採用された。制御器は1C2M（1台の主制御器で2台の主電動機を制御）2群のMAP-184-15V270型を、6000型と6100型にそれぞれ搭載している。主電動機は、三菱電機製の全閉式かご形三相誘導電動機（1時間定格出力180 kW）MB-5158Aが採用された。
集電装置は山陽電鉄初の工進精工所製のKP-86形シングルアーム形パンタグラフを中間のT車（サハ6300形）に2基搭載する。空気圧縮機は三菱電機製のMBU1100Y-7形（スクロール式・吐出量1,067L/min）を両端の先頭車に、補助電源装置（3レベル静止形インバータ）は中間車に搭載している。補助電源装置はIGBT素子を使用した富士電機製のCDA141形で、回路は冗長化を考慮した待機2重系方式、定格容量は180 kVA。
台車は、5000系（5020編成）以降標準の川崎重工業→川崎車両製の軸梁式ダイレクトマウント空気ばね台車（電動台車：KW-204、付随台車：KW-205）を採用している。基礎ブレーキは片押し式のユニットブレーキを使用する。

## 形式と編成
姫路方にMc車が連結されるのは、完全新造車では2000系以来である。
以前の車両では、両端ともMc車、もしくは両端ともTc車の場合は神戸・大阪方が偶数（0も含む）、姫路方が奇数という付番法則であったが、本系列は両端がMc車となっているものの、姫路方の車両は神戸・大阪方の車両の番号に+100するという、阪急電鉄の付番法則に近いものに変更されている。
また、本系列の付随車のうち、6300形は集電装置・補助電源装置などを搭載するために他の形式とは異なる点が多い。百の位で「3」を付けた付随車は山陽電鉄で唯一である。なお、4両編成に連結される6500形（3号車）はこれら補機類を搭載しない付随車となったため、これまで通り百の位が「5」である。ただし、下二桁は他の車両と合わせており、6500 - 6509、6515 - 6517は欠番となっている。
3両編成は、2編成を併結した6両編成での直通特急運用に対応する。2編成併結時の連結順は奇数車番の編成を姫路方とするよう指定されており、先頭車の仕様の相違から車種構成は偶数車番の編成がMc1 - T - Mc2、奇数車番の編成がMc3 - T - Mc4（組成順はいずれも大阪方から）とされ、Mc2とMc3の前面には貫通幌枠と電気連結栓が設けられている。先頭部には転落防止幌の取付けが可能で、ビス止めのカバーを外し、車体にはボルトで固定する。Mc1とMc4の前面には幌枠・電気連結栓は設けられていない。なお、6017編成は後述の4両編成と同様に両先頭車とも幌枠を装備していない。
また、4両編成の先頭車は大阪方をMc1、姫路方をMc4としており、どちらも幌枠は装備しない。

6000系
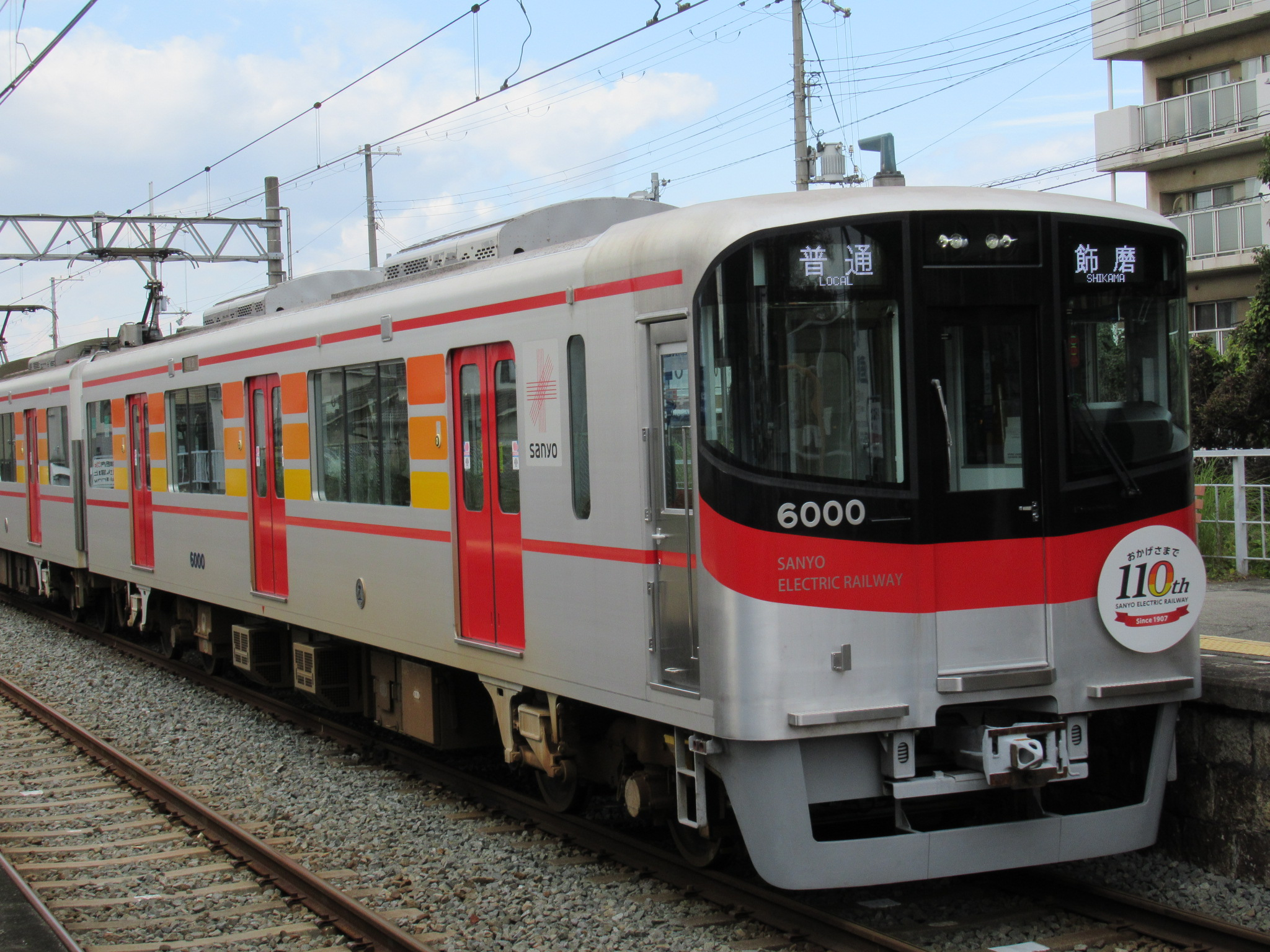
6000形 6000
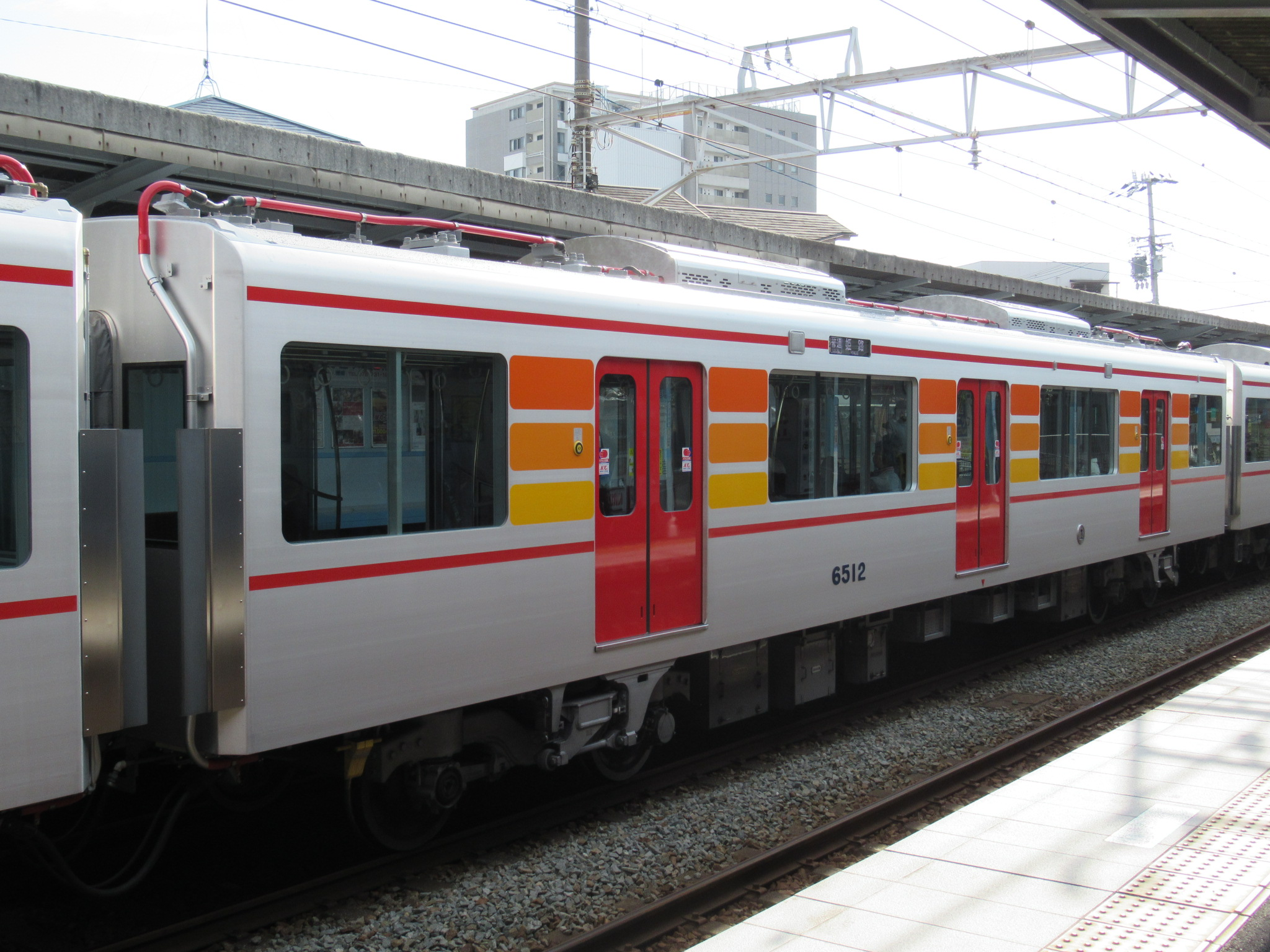
6500形 6512
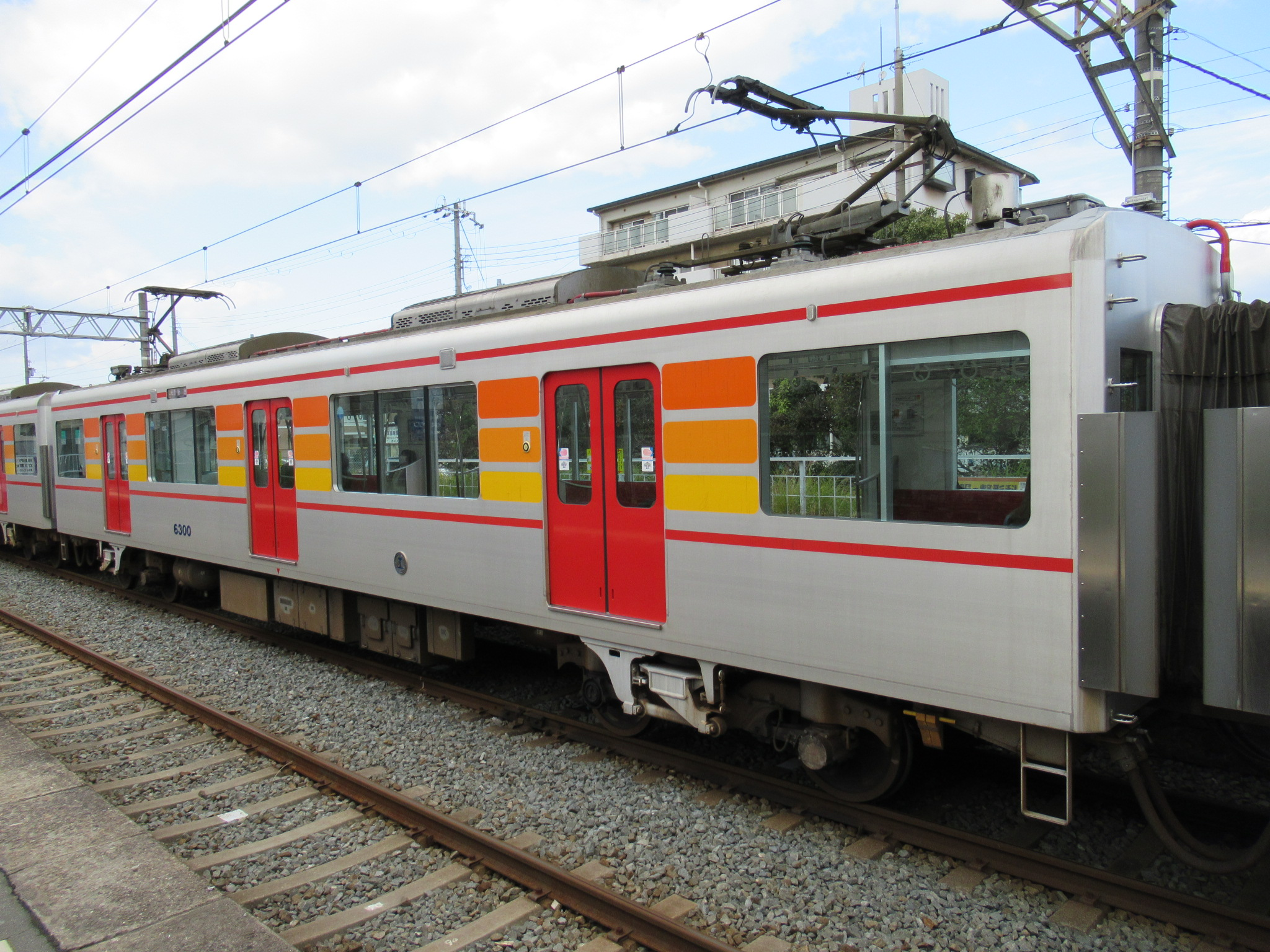
6300形 6300
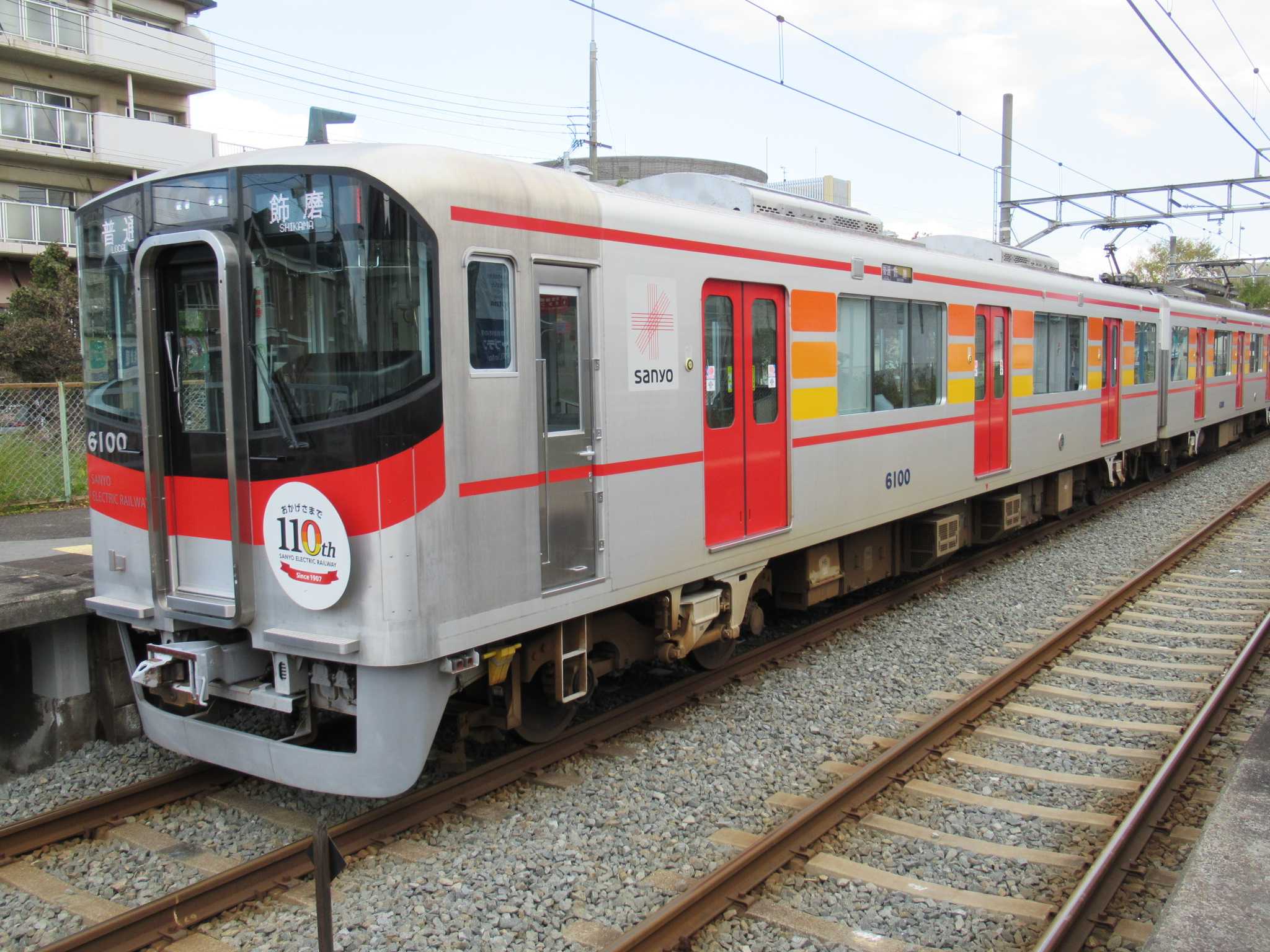
6100形 6100

| 区分                  | Mc             | T        | Mc             |
| 車両番号区分          | クモハ6100     | サハ6300 | クモハ6000     |
| 搭載機器              | VVVF , CP , Bt | SIV      | VVVF , CP , Bt |
| 自重                  |                |          |                |
| 定員 （）内は座席定員 | 122(41)        | 135(49)  | 122(41)        |

| 区分                  | Mc         | T        | T        | Mc         |
| 車両番号区分          | クモハ6100 | サハ6500 | サハ6300 | クモハ6000 |
| 搭載機器              | CP , Bt    |          | SIV      | CP , Bt    |
| 自重                  |            |          |          |            |
| 定員 （）内は座席定員 | 122(41)    | 135(49)  | 135(49)  | 122(41)    |

- 6000系
- 6000形 6000
- 6500形 6512
- 6300形 6300
- 6100形 6100

## 車体装飾
2019年7月19日から9月8日まで、アニメ「忍たま乱太郎」とのコラボ企画『忍たまとおでかけ山陽沿線の段』の一環として、6002編成がラッピング車両「忍たまとおでかけ号」として運転されていた。
2020年11月14日から12月18日まで、6006+6007編成が明石市立天文科学館60周年を記念したラッピング車「シゴセンゴー」として運転された。
2023年にはヴィッセル神戸のJ1初優勝を記念し、同年12月4日から2024年1月にかけて5000系・5030系・6000系全編成に優勝記念の副標が取り付けられていた。また、6013編成にはヘッドマークも合わせて装着されていた。2024年3月以降、ノエビアスタジアム神戸でのJ1リーグ試合開催日には、5000系4両編成と6000系3・4両編成（3両編成2本併結の直通特急運用車を除く）に同様の副標が掲出されるようになっている。

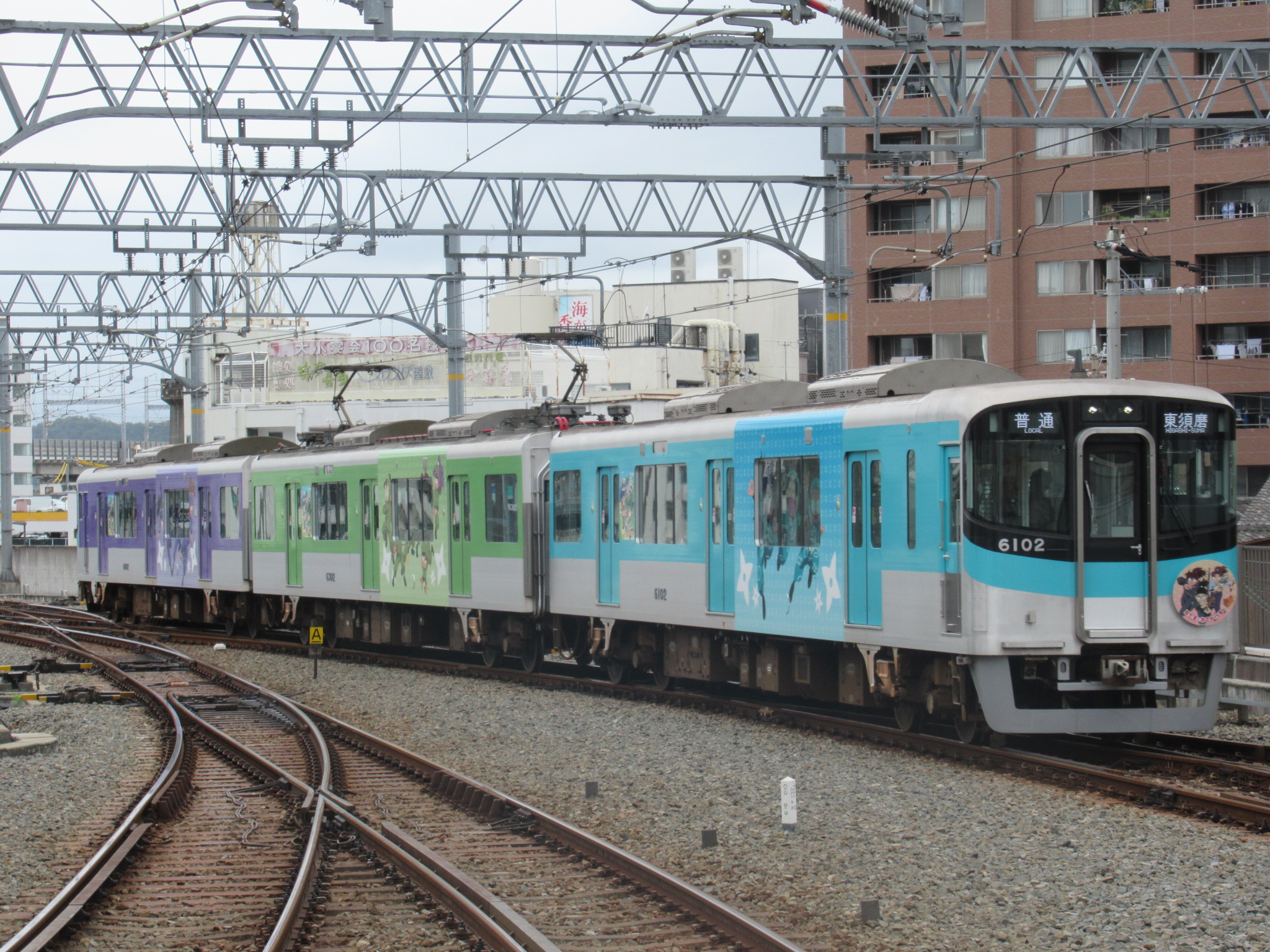
6002編成「忍たまとおでかけ号」
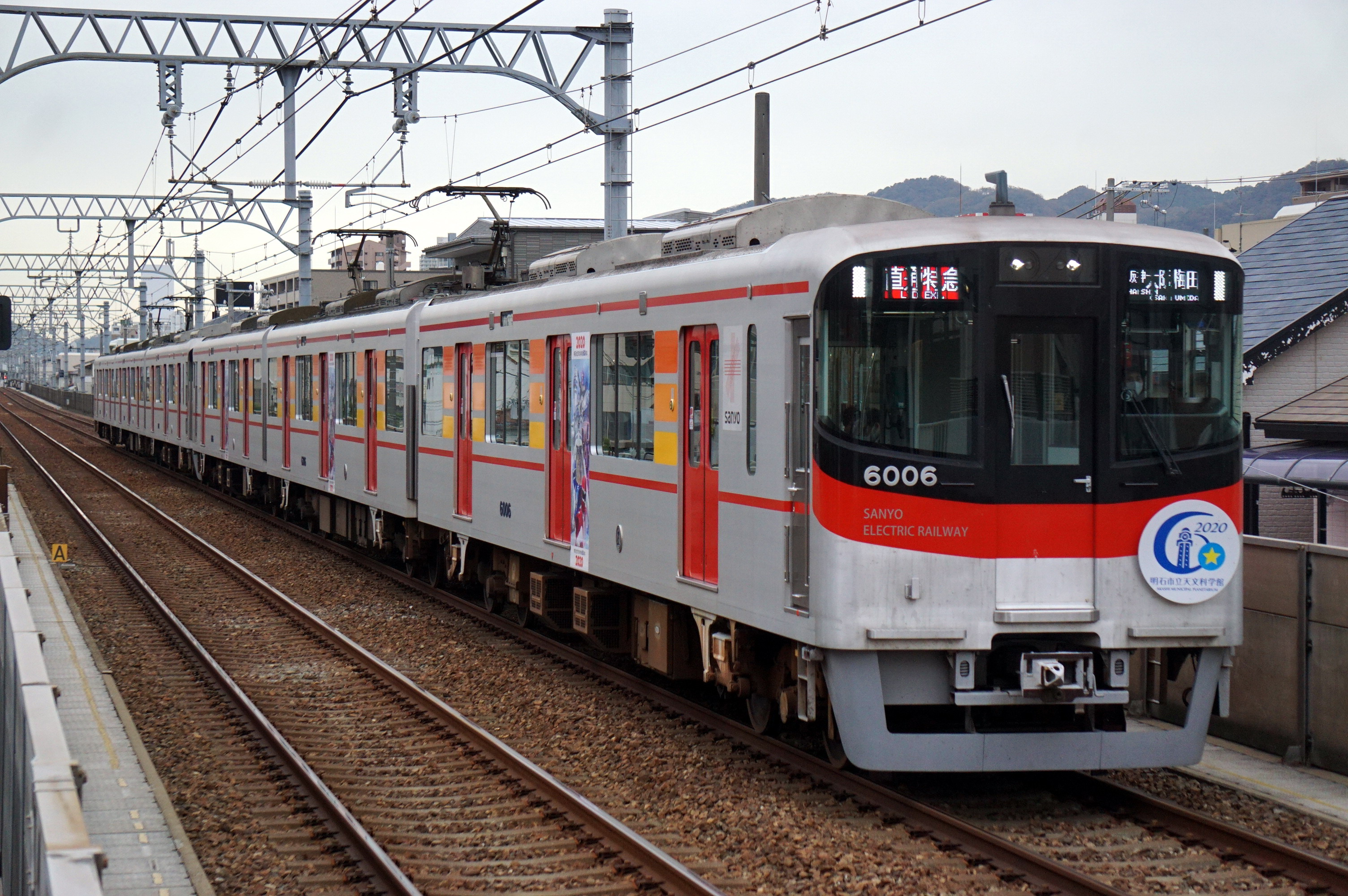
6006+6007編成 「明石市立天文科学館60周年記念シゴセンゴー」
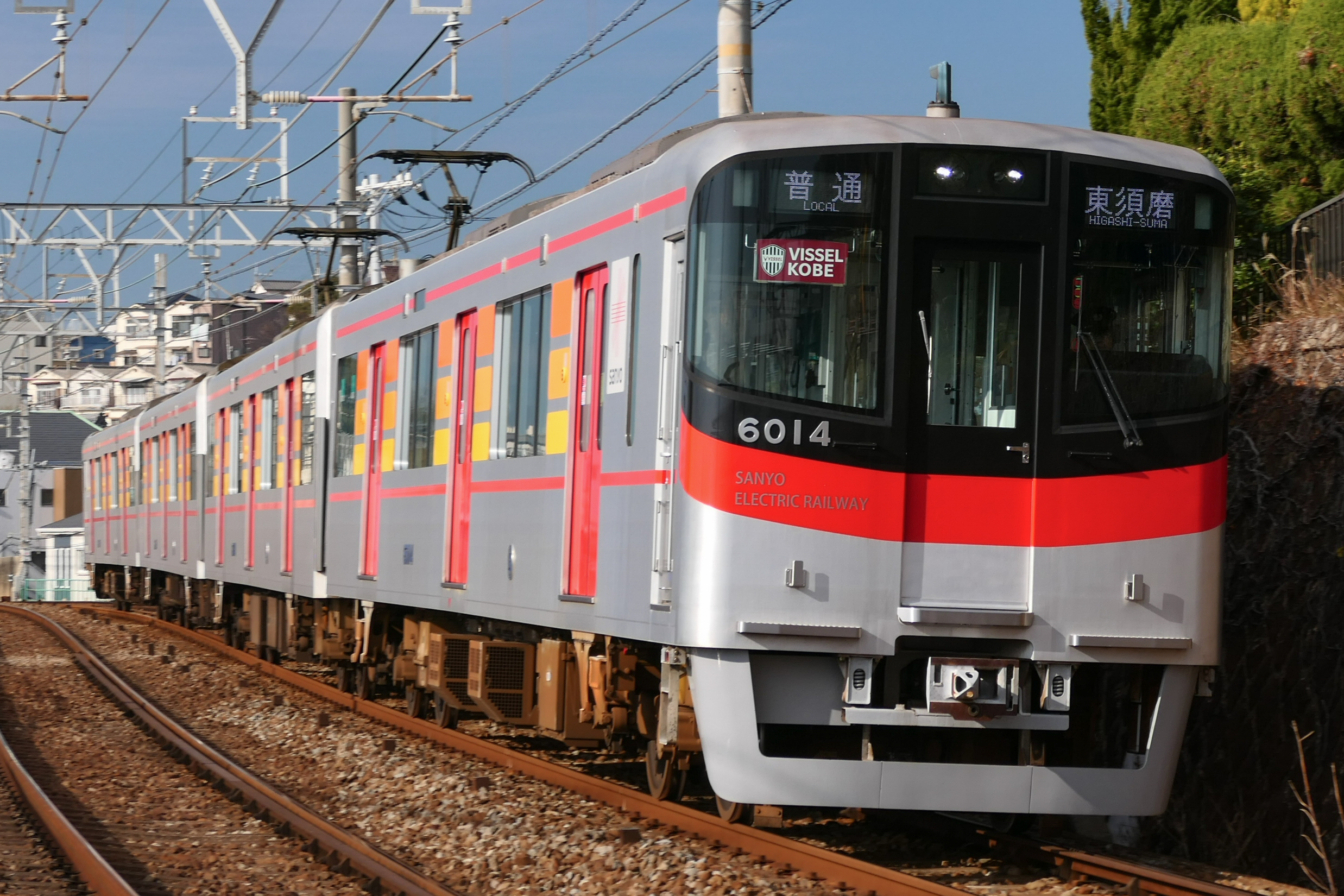
ヴィッセル神戸優勝記念の副標を装着した6014編成

## 運用

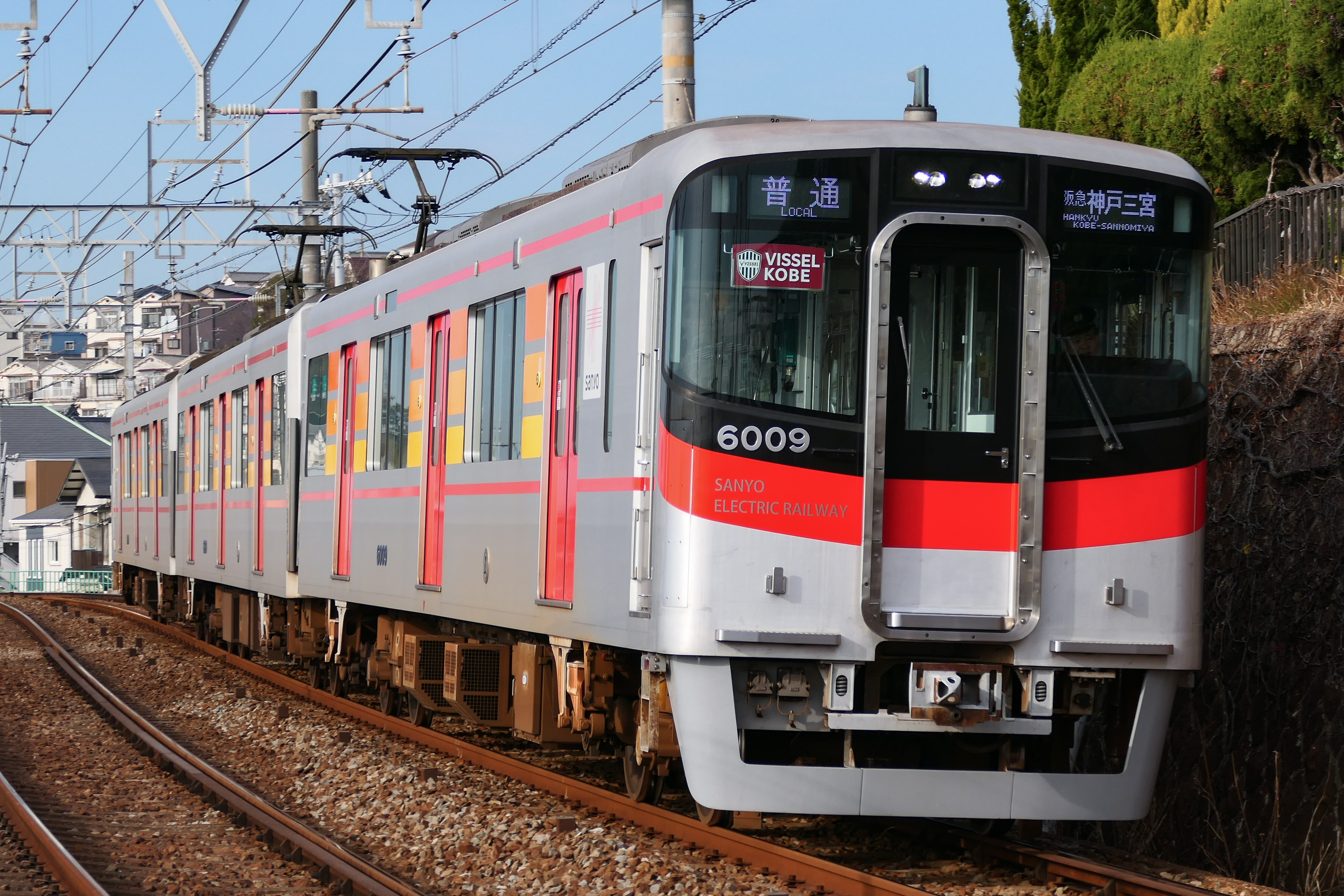
6009編成。6009号（Mc3）の前面に貫通幌枠と電気連結栓が設けられている。
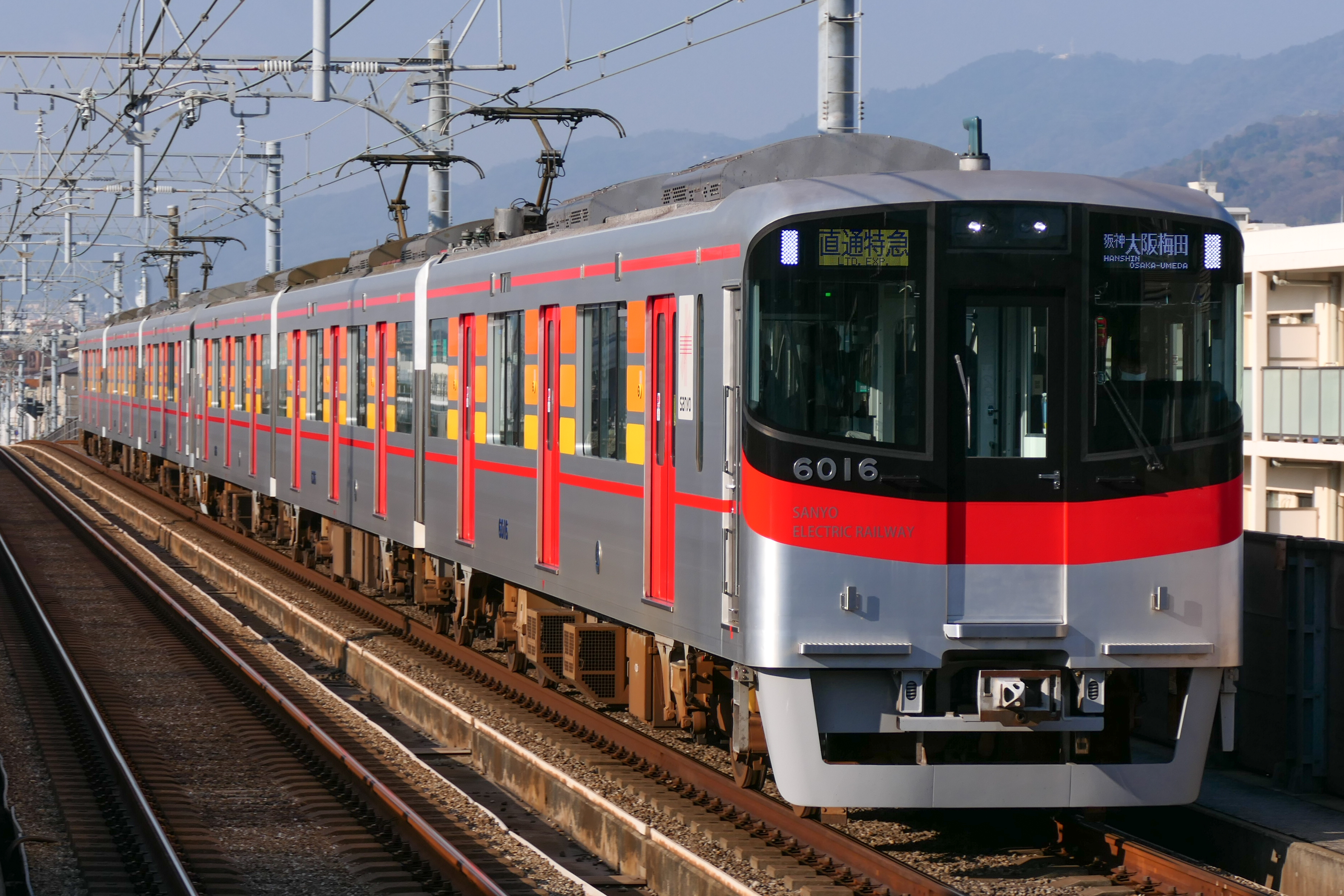
2編成を繋ぎ6両で直通特急の運用に入る6000系

3両編成は主に、阪急・阪神神戸三宮 - 姫路間と網干線の普通車を中心に運用されている。2017年6月より、6002編成と6003編成を併結した6両編成で阪神梅田駅までの試運転が開始され、2017年9月24日より直通特急運用を開始した。
2018年12月25日までは6002編成と6003編成が、2019年2月26日からは6008編成と6009編成が併結されて直通特急に運用され、その後も検査やリニューアル工事などで5000系・5030系の6両編成が不足する際には、本系列3両編成2本を併結のうえ直通特急に充当されることがある。
4両編成は阪急・阪神神戸三宮 - 姫路間の普通・S特急を主体に運用されている。

## 編成表
2022年4月1日現在。
| ← 阪神大阪梅田山陽姫路 → | ← 阪神大阪梅田山陽姫路 → | ← 阪神大阪梅田山陽姫路 → | 竣工           | 備考                   |
| Mc1                      | T                        | Mc2                      |                |                        |
| 6000                     | 6300                     | 6100                     | 2016年2月17日  |                        |
| 6002                     | 6302                     | 6102                     | 2017年4月10日  | 幌枠交換済             |
| 6004                     | 6304                     | 6104                     | 2017年4月19日  | 幌枠交換済             |
| 6006                     | 6306                     | 6106                     | 2017年12月18日 | 幌枠交換済             |
| 6008                     | 6308                     | 6108                     | 2019年1月24日  | 落成時より新式幌枠装備 |
| 6016                     | 6316                     | 6116                     | 2021年3月30日  | 落成時より新式幌枠装備 |
| Mc3                      | T                        | Mc4                      |                |                        |
| 6001                     | 6301                     | 6101                     | 2016年2月17日  |                        |
| 6003                     | 6303                     | 6103                     | 2017年4月18日  | 幌枠交換済             |
| 6005                     | 6305                     | 6105                     | 2017年12月14日 | 幌枠交換済             |
| 6007                     | 6307                     | 6107                     | 2017年12月19日 | 幌枠交換済             |
| 6009                     | 6309                     | 6109                     | 2019年1月29日  | 落成時より新式幌枠装備 |
| 6015                     | 6315                     | 6115                     | 2021年3月31日  | 落成時より新式幌枠装備 |
| Mc                       | T                        | Mc                       |                |                        |
| 6017                     | 6317                     | 6117                     | 2022年3月30日  |                        |

| ← 神戸三宮山陽姫路 → | ← 神戸三宮山陽姫路 → | ← 神戸三宮山陽姫路 → | ← 神戸三宮山陽姫路 → | 竣工          | 備考 |
| Mc                   | T                    | T                    | Mc                   |               |      |
| 6010                 | 6310                 | 6510                 | 6110                 | 2019年7月10日 |      |
| 6011                 | 6311                 | 6511                 | 6111                 | 2019年8月9日  |      |
| 6012                 | 6312                 | 6512                 | 6112                 | 2019年9月4日  |      |
| 6013                 | 6313                 | 6513                 | 6113                 | 2020年6月16日 |      |
| 6014                 | 6314                 | 6514                 | 6114                 | 2021年4月7日  |      |

## その他
- 板宿駅改札前で2016年1月27日に開業のローソン山陽板宿ちか店は、店舗に6000系を模した外観を採用した[28]。
- 山陽バスが開業80周年を記念して、垂水地区で運行している路線バス5650A号(三菱ふそう・エアロスターMP38F)を、6000系を模した塗装にて運行している。ナンバーは6000系にちなんで「60-00」を取得しており、山陽バスでは極めて珍しい「神戸230」のナンバーが付けられている[29]。

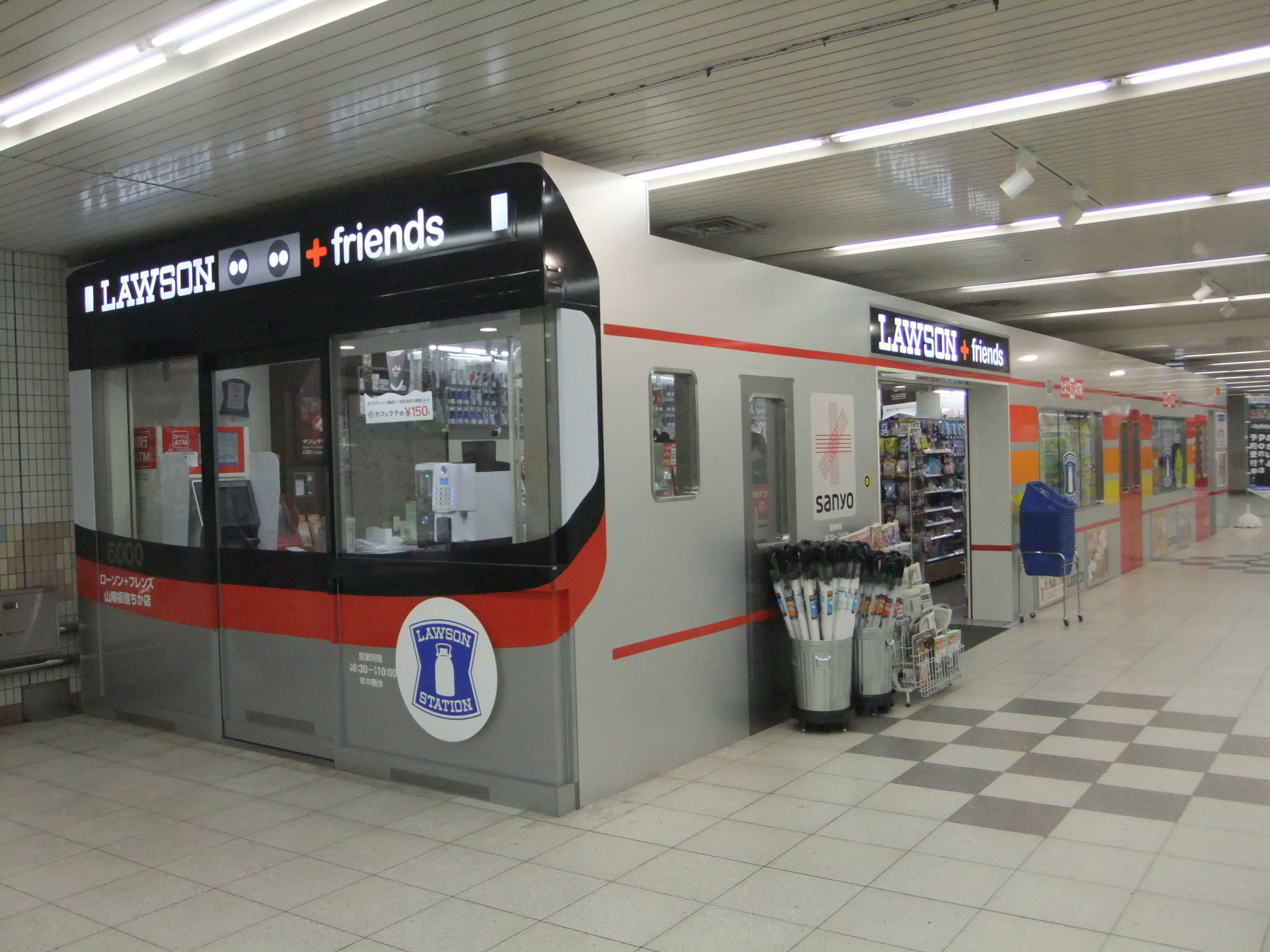
山陽板宿駅改札前の「LAWSON+friends」山陽板宿ちか店
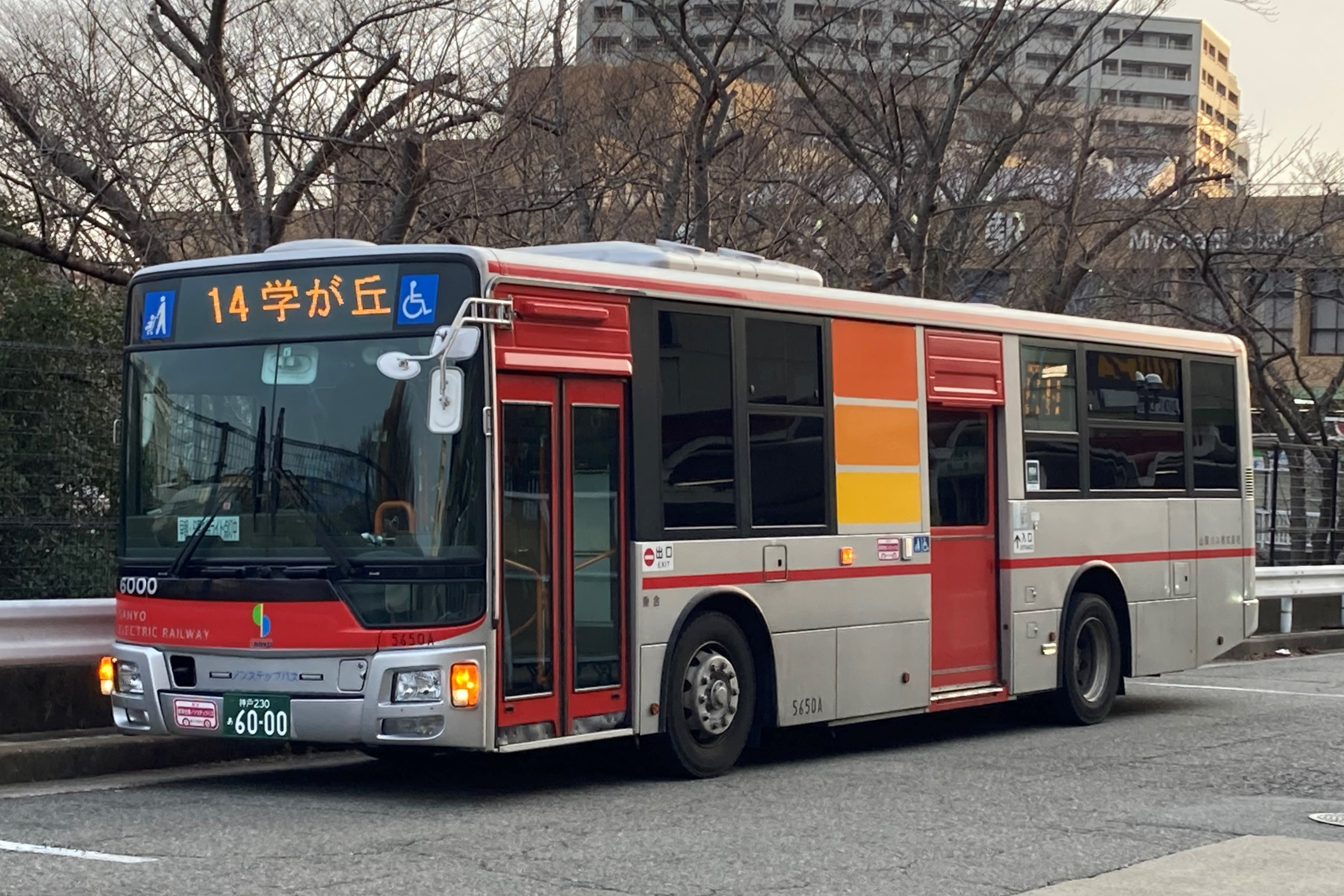
6000系を模した塗装の山陽バス